# 詐製片家
是一部2020年美國犯罪喜劇電影，由喬治·加洛執導。由加洛（Galo）和喬什·波斯納（Josh Posner）共同撰寫劇本。這是哈里·赫維茲在1982年同名翻拍的電影《The Comeback Trail》。由勞勃·狄尼洛、湯米·李·瓊斯、摩根·弗里曼、扎克·布拉夫、艾米爾·荷許、艾迪·葛瑞芬、凱特·卡茲曼（Kate Katzman）和布萊琳·達斯塔尼主演。

## 製作

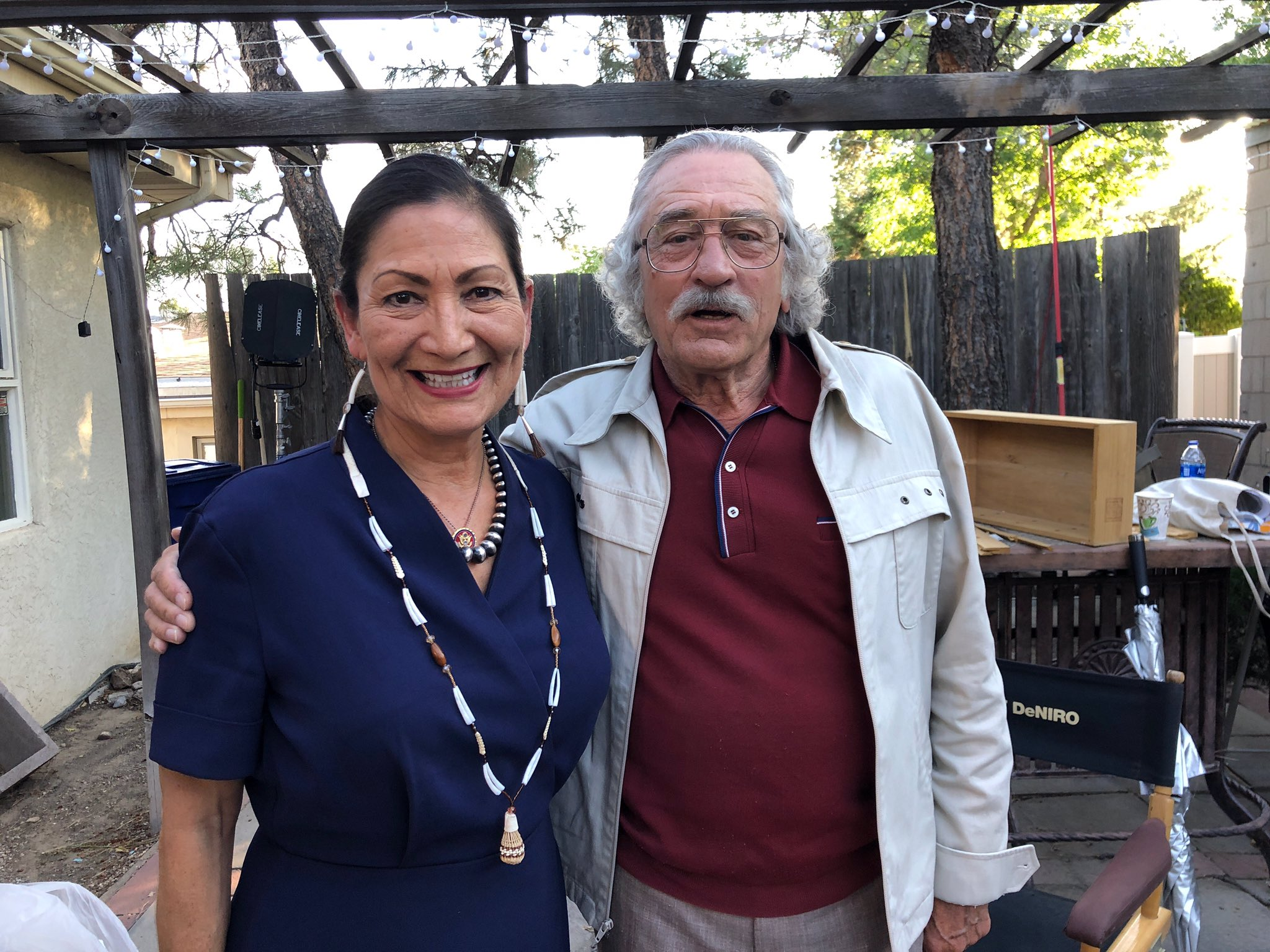
國會議員德布·哈蘭德參觀拍片現場並與勞勃·狄尼洛合照

電影於2019年5月宣布，由喬治·加洛執導電影，羅伯特·德尼羅、湯米·李·瓊斯和摩根·弗里曼出演。扎克·布拉夫和埃迪·格里芬在同月晚些時候加入。埃米爾·赫希（英語：Emile Hirsch）則在下個月加入。

### 拍攝
拍攝於2019年6月上旬開始，並持續到整個新墨西哥州的7月。

## 評價
在爛番茄上，根據 21 條評論，這部電影的支持率為33%，平均評分為5.5/10。

## 外部連結
- 互联网电影数据库（IMDb）上《詐製片家》的资料（英文）